# Langues kiwaianes
Les langues kiwaianes sont une famille de langues papoues parlées en Papouasie-Nouvelle-Guinée, dans les régions côtières des provinces ouest et du Golfe.

## Classification
Les langues kiwaianes sont rattachées par Wurm (1975) à une famille hypothétique, les langues trans-nouvelle-guinée. Il les regroupe dans un ensemble qu'il appelle trans-fly, comprenant le morehead-maro, le pahoturi, le tirio et le trans-fly oriental.
Malcolm Ross (2005) rejette le trans-fly de Wurm mais maintient la possibilité de l'appartenance du kiwaian au trans-nouvelle-guinée et émet l'hypothèse d'un lien de parenté du kiwaian avec le porome. Hammarström rejette ces différentes propositions par manque de preuves concluantes et laisse aux langues kiwaianes leur statut de famille de langues à part entière.

## Liste des langues
Les langues kiwaianes sont, dans la classification interne de Wurm (1975) :
- bamu
- kiwai du Nord-Est
- kiwai du Sud
- groupe turawa-kerewo
  - morigi
  - kerewo
- waboda